# Молот (журнал)
«Молот» — журнал-збірник, виданий у 1878 році у Львові Михайлом Павликом за активної участі Івана Франка як неперіодичне продовження забороненого австро-угорською цензурою журналу «Громадський друг».
У «Молоті» публікували продовження деяких творів, початок яких був надрукований у «Дзвоні» (зокрема, повісті «Boa constrictor» Івана Франка, «Пропащий чоловік» Михайла Павлика, статті «Війна слов'ян з турками» Теофана Василевського), а також — нові твори («Критичні письма о галицькій інтелігенції», «Література, її завдання та найважливіші ціхи», «Дума про Наума Безумовича» Івана Франка; «Гриць Турчин» Романа Гудзмана; вірші «До молодіжі», «До Шевченка» Михайла Старицького, «Чиншова справа» Олени Пчілки; статті «Лихва на Буковині» Остапа Терлецького та Болеслава Лімановського про «соціалістичних» письменників ХІХ століття; дописи з різних частин України; бібліографічні матеріали).
Поліція конфіскувала «Молот», але частина тиражу потрапила до читачів.